# Покровська церква (Волокитине)
Покровська церква — мурований храм, збудований коштом поміщика та власника порцелянової фабрики Андрія Миклашевського 1857 року в селі Волокитине Чернігівської губернії (нині Путивльський район Сумської області). До нашого часу не зберігся.

## Опис

### Архітектура
Мурована, хрещата в плані, однобанна, з триярусною дзвіницею на західному фасаді церква в перехідній стилістиці від пізнього класицизму до романтизму. Класицистичною за характером є загальна хрещато-банева структура храму, а на романтичні впливи вказують неоготичні деталі фасадного декору. Цей храм був центром палацово-паркового ансамблю Миклашевських.

### Інтер'єр

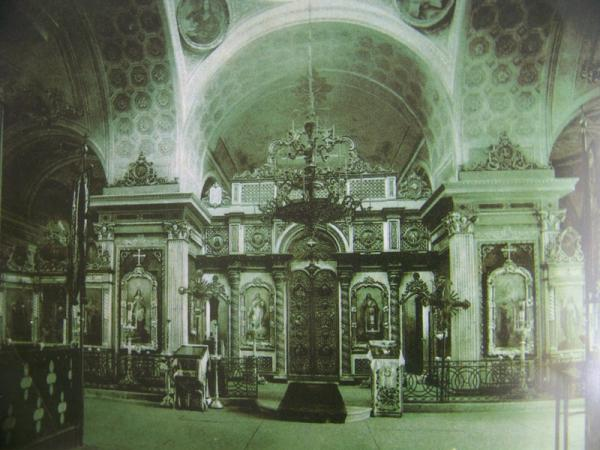
Порцеляновий іконостас церкви

В інтер'єрі містилися великий порцеляновий іконостас, порцелянові вікна, з бані звисали чотири величезні порцелянові люстри. Інше церковне начиння також було порцеляновим, виконане в білій, синій і золотавій гамі кольорів: кіоти, дарохранильниці, панікадило, полікадила, дев'ять свічників метрової висоти, тощо. Все порцелянове начиння церкви було виготовлене на Волокитинському порцеляновому заводі Миклашевських.

## Подальша доля
Церква простояла рівно сто років і була знищена протягом 1955–1958 років за розпорядженням Сумського облвиконкому від 26.06.1955 р. для «побудови корівника». При цьому були розграбовані й знищені безцінні порцелянові вироби, включно з іконостасом. Проти цього варварства протестував видатний український художник Василь Касіян, надіславши 29 червня 1956 року гострого листа до заступника голови Ради Міністрів Української PCP М.Гречухи. Проте це не допомогло. І в 1958 році М.Цапенко зафотографував процес розбирання зруйнованих залишків церкви.
З фрагментами унікального порцелянового декору церкви можна ознайомитися в музейних колекціях Києва, Сум, Чернігова, Путивля й Шостки.

## Галерея

Загальний вигляд Покровської церкви з брамою
Західний фасад
Інтер'єр церкви з іконостасом
Фрагмент царських врат іконостасу
Люстра в інтер'єрі
Панікадило
Руїни церкви, 1958 р.